# 백곡중학교
백곡중학교는 충청북도 진천군 백곡면에 있었던 공립 중학교이다. 
백곡면에 중학교가 없어 먼길을 걸어 학교를 가야하는 학생들의 고충을 안타깝게 생각한 유충열(劉忠烈)님의 
학교부지 기증에 의해 1971년 개교되었다.

## 연혁
- 1971년 3월 8일 : 개교
- 2012년 2월 29일 : 41년만에 폐교

## 폐교 이후
폐교 이후, 백곡중학교 부지에는 현재 충북학생교육문학관이 개관하였다.